# 경술의 변

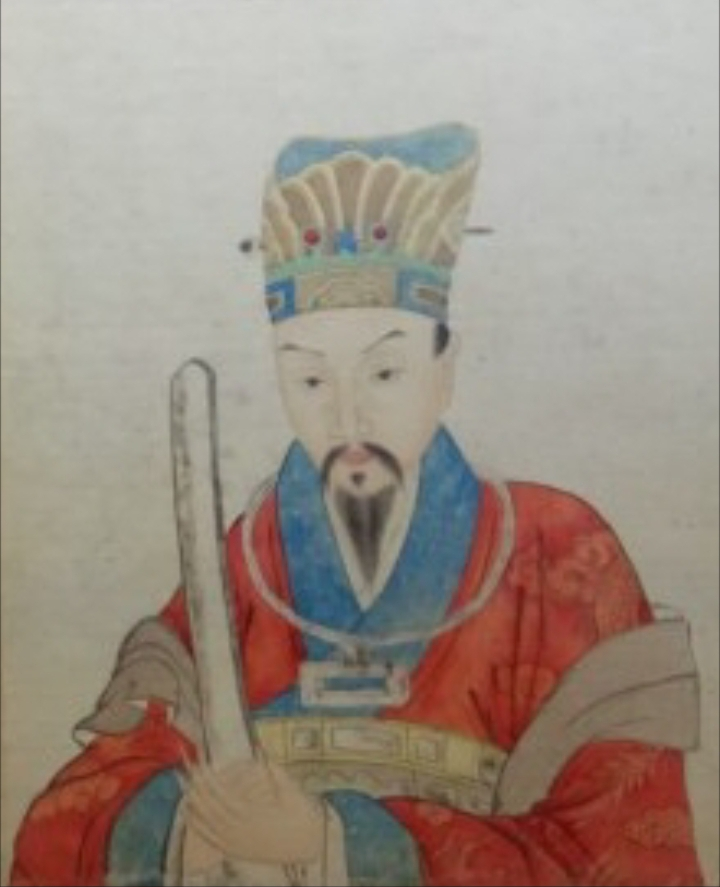
엄숭(嚴嵩)이 집정하면서 전투태세가 느슨해짐에 따라, 알탄칸(俺答汗)이 손쉽게 대동(大同) 변방에서 북경성(北京城) 아래까지 돌파해 왔다. 사건 이후 엄숭은 책임을 모두 병부상서(兵部尙書) 정여기(丁汝夔)에게 돌리고 정여기를 처형하였다.

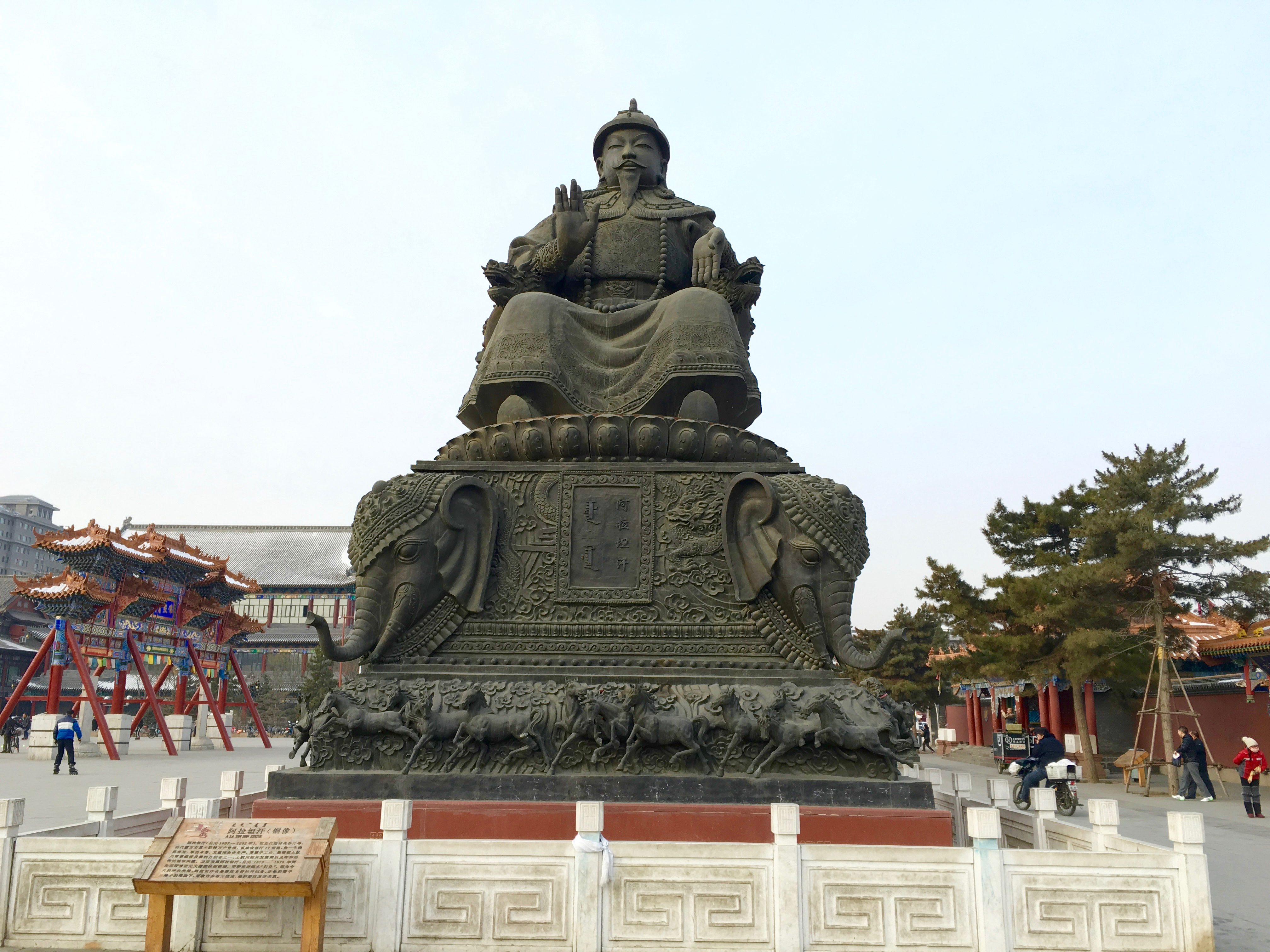
알탄 칸 동상

경술의 변(庚戌之變)은 명 세종(世宗) 가정(嘉靖) 29년(1550) 6월, 알탄 칸이 이끄는 우익몽골(右翼蒙古)이 명으로 진공한 사건이다. 사건은 세종 가정제(嘉靖帝)가 몽골과의 무역을 거절하면서, 오르도스 일대에 분봉되었던 몽골 투메드부(土默特部) 수령이자 다얀 칸(達延汗)의 자손인 알탄 칸(俺答汗)이 전쟁을 일으켰다. 알탄 칸은 명나라에 말 무역과 와시(교역 시장)을 열어줄 것을 여러 번 명나라에 요구했지만, 가정제는 이를 거절했다. 이 전쟁에서 대동(大同)에서 명나라 수도 북경(北京)까지 곧바로 쳐들어오면서 주변의 것들을 모두 불살라버렸다. 이때가 경술년(庚戌年)에 해당하므로 '경술지변(庚戌之變)'이라 한다.
알탄 칸은 수차례 사신을 보내어 조공무역 개방을 요구하였으나, 협상이 실패하면서 북경까지 진주, 무력으로 명조 정부에게 무역 개방을 요구하였다. 1550년 알탄 칸은 명나라에 사자 세첸카이를 북경에 보내 말 무역을 요청했으나, 명나라에서는 그의 사자를 살해했다. 이때 엄숭(嚴嵩)이 집정하였으나 전투 태세가 느슨하였다. 알탄 칸은 군대를 이끌고 고북구(古北口)에서 만리장성(萬里長城)을 넘어 북경성 아래까지 이르렀다. 엄숭은 전투를 두려워하여 출격을 비준하지 않고 몽골 군대가 노략한 후에 스스로 철군하기를 기다렸다. 이후 엄숭은 자신이 명령한 것을 집행한 병부상서(兵部尙書) 정여기(丁汝夔)를 희생양으로 삼아 처형함으로써 책임을 전가시켰다. 가정30년(1551), 명조는 선부(宣府), 대동(大同) 등지를 개방하여 몽골과 말 교역을 수행하였다.
1. ↑  “1550年9月24日 庚戌之变——历史上的今天”. 《www.lssdjt.com》. 2020년 5월 19일에 원본 문서에서 보존된 문서. 2020년 5월 15일에 확인함.
2. ↑  出世逍遥和入世报国[깨진 링크] 新华网